# Семенів Василь Павлович
Семенів (Семенов) Василь Павлович (30 січня 1879, с. Кінські Роздори, Олександрівський повіт, Катеринославська губернія – після 29 листопада 1927) - депутат Українських Установчих Зборів. 
Вчитель, інженер-економіст; член Ради вчитель молодших класів (с. Федорівка Олександрівського пов.), викладач українознавства в Збірній станиці в Ланцуті, член термінологічної комісії станиці, організатор і завідувач школи для дітей-сиріт (Ланцут, 1.4.1921 – 1.1.1922), вчитель школи українських пластунів (табір Щипйорно); військове звання – прапорщик інженерних військ російської армії, старшина Добровольчої армії та Армії УНР.
Закінчив Гнідинську технічну школу (Катеринославщина, 1899), Петроградський вчительський інститут (1906), Усть-Іжорську інженерну школу (м. Петроград, 1.2.1916) та економічно-кооперативний факультет Української господарської академії (11.7.1927). Працював учителем земської початкової школи (Новомосковський пов.), Гнідинської технічної школи (1906, 1907). Був кандидатом до Російської державної думи від Олександрівського повіту. Ховаючись від репресій, очевидно, за вільнодумство, втік у Петроград, “де, одначе, влітку 1907 р. був заарештований”. Після 4 місяців тюремного ув’язнення в “Хрестах” потрапив на заслання (Микольський пов. Вологодської губ., 1907 – 1909). Повернувся в Петроград наприкінці грудня 1909 р., де до квітня 1915 р. працював на посаді опікуна Петроградського осібного мирового суду в справах малолітніх і одночасно вчителював у вищій початковій школі. Був мобілізований до російського війська. Служив у запасних частинах, зокрема зміцнював Виборзьку лінію укріплення (1916 – 1.5.1918). Виконував обов’язки молодшого будівничого робіт, помічника начальника господарської частини будівництва, члена Ліквідаційної комісії будівництва. 
У 1917 р. був членом Ради Виборзької української громади (1917), членом Національного українського комітету при виборзькому губернаторові (1917). Під час відпустки у грудні 1917 р. як кандидат від селянства Олександрівського повіту переміг на виборах до Українських Установчих Зборів. 1918 року померла дружина і син. 
У травні 1919 р. був насильно мобілізований у Добровольчу армію. Разом із нею відступив до Одеси. Потім у складі армії Бредова потрапив у табори для інтернованих у Польщі, де вступив до українського війська (м. Ланцут, 1.6.1920). Відтоді й розділив долю української армії, зокрема подальше її інтернування. В таборах Ланцут, Олександрів-Куявський, Стшалково та Щипйорно провадив культурно-освітню працю. Ще 1919 р. змушений був залишити в Кінських Роздорах трилітню доньку Віру – на руках знайомих, “майже у чужих людей”. Зв’язок із нею урвався: на початку 1921 року більшовики розстріляли брата, який тримав контакт із Вірою. “Згадки про махновщину” написав 1922 року. Після закінчення УГА хотів отримати працю “а) в Україні або принаймні в слов’янському оточенню; б) в країні, що приязно й лояльно ставилась і ставиться до суверенності Української держави”.
Особова справа студента УГА Василя Семеніва зберігається у ЦДАВО (ф. 3795 с, оп. 1, спр. 1899, арк. 1 – 173.), рукопис "Згадки про махновщину" у тому ж архіві (ф. 3795, оп. 5, спр. 78, арк. 1123 – 1126 зв.).